# 자제단

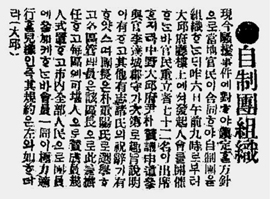
3.1 운동 진압 자제단 발족 신문 기사

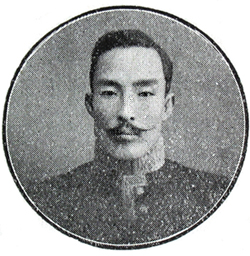
자제단을 조직한 박중양

자제단(自制團) 또는 자제회(自制會)는 1919년 4월 6일부터 12월까지 활동한 일제강점기 조선인 시민단체 또는 자치적 단체로 3·1 만세 운동을 자제 내지는 진압, 시위 참여자를 설득, 귀가시키기 위해 만든 친일 조직이다. 중추원 참의 박중양, 교풍회 대구지부 회장 윤필오, 정석용 등에 의해 조직되었다. 자위단(自衛團)으로도 불렸다.
대구와 경성에서 처음 조직되어 6월에는 충청남도 지역, 1919년 7월까지 충청북도, 전라북도, 황해남도, 울산, 수원 등 전국적으로 확대, 지부가 조직, 확산되었다.
자제단은 조선 각처의 3·1 만세 운동 가담자들에게 시위 자제 설득과 귀가를 호소하였고, 유언비어 자제, 폭력시위 만류 등의 활동을 하였다. 이들의 설득과 귀가 호소에 불응하는 인물, 단체는 지부와 본부에 보고하거나 조선총독부 경찰에 신고하였다. 1919년 4월 6일 대구와 서울을 시작으로 일제강점기 조선 각처에서 자제단이 조직되어 해당지역과 인근지역을 돌며 만세 운동 자제 내지는 귀가 설득을 호소하는 활동을 하였다. 

## 개요

3.1 운동 당시 시위대에 대응하기 위해 도열해 있는 일본 군경

1919년 4월 6일 중추원 참의 박중양, 교풍회 대구지부 회장 윤필오 등에 의해 조직되었다.
3·1 만세 운동이 전국으로 확산되는 과정에서 폭력의 조짐이 보이자 박중양은 4월 6일 대구에서 자제 내지는 진압, 시위 참여자를 설득, 귀가시키기 위해 자제단을 조직하였다. 대구 지역 발기인 전체 67인은 다음과 같다. 
박중양(朴重陽)/신석린(申錫麟)/권중익(權重翼)/서경순(徐?淳)/김승훈(金承勳)/김자현(金子賢)/서병조(徐丙朝)/장상철(張相轍)/양자익(梁子益)/김병제(金秉濟)/배상직(裴相直)/이영석(李永錫)/임병대(林炳大)/한세동(韓世東)/이호연(李鎬淵)/김기필(金基弼)/최찬우(崔瓚羽)/서철규(徐喆圭)/이의풍(李宜豊)/주재덕(朱載德)/서상규(徐相圭)/윤수용(尹守瑢)/마현국(馬鉉國)/백응훈(白應勳)/김홍조(金弘祖)/김병련(金炳鍊)/박민영(朴珉榮)/김재열(金在烈)/손한룡(孫瀚龍)/한경원(韓敬元)/서병원(徐丙元)/하영조(河榮祖)/정해진(鄭海鎭)/문영규(文泳珪)/이병학(李柄學)/김경추(金敬樞)/김성하(金性河)/이장우(李章雨)/정해붕(鄭海鵬)/이종국(李鍾國)/김진옥(金振玉)/신원오(申元五)/이경재(李庚宰)/김영배(金永培)/정호기(鄭虎基)/정희모(鄭熹模)/한익동(韓翼東)/정익조(鄭翊朝)/엄주상(嚴柱祥)/이효철(李孝澈)/백재견(白在見)/허근(許根)/최덕겸(崔德謙)/김치홍(金致弘)/최처은(崔處垠)/유성삼(兪聖三)/정봉래(鄭鳳來)/최세진(崔世珍)/김영두(金榮斗)/최만달(崔萬達)/이용덕(李容悳)/이길우(李吉雨)/정희봉(鄭熺鳳)/이일우(李一雨)/이영면(李英勉)/윤필오(尹弼五)/정재학(鄭在學)/ 
박중양 서한에 동봉한 대구 자제단의 취의서·규약·발기인 명부 발기인은 총 67명이었다.
'자제단 발기인회'가 조직될 때 박중양은 자제단 본부를 구성하고 단장이 되었고, 대구 자제단 본부장도 겸임하였다. 지역에 따라서는 자제단 또는 전북 자성회, 전남 자성회, 경성 자성회 등 자성회라는 이름으로도 활동하였으나 목적은 동일하였다. 이들은 관료, 친일파 정치인, 지식인, 일본과 독일 등지에서 유학하고 돌아온 유학생, 민중 계몽론자, 현실주의자 등 친일 협력자와 그밖에 자유주의자, 탈민족주의자 등으로 구성되었으며, 회원은 순수 조선인이었다. 이들은“독립운동을 자제하자”며 스스로 자제단이란 단체를 꾸렸다. 이들은 폭력 시위와 유언비어에 반대하였다.
자제단은 대한제국 시절 의병을 토벌 또는 설득하기 위해 조직되었던 자위단의 경험에서 착안되었다. 자제단은 관이 직접 개입하지 않는 주민자치적 성격이 강하였다. 자제단, 자제회라는 이름 외에도 자위단이라는 이름으로도 불렸다.
자제단의 임무는 주로 독립운동 참여자에 대한 체포나 첩보를 수집하는 것이었다. 친조선총독부 성향의 관료 외에도 개화, 개혁론을 주장하던 지식인, 민중 계몽론자 등이 주로 참여하여 활동했다. 그러나 머슴이나 소작인들도 가입했다. 지주들이 머슴이나 소작인을 강제로 가입시키고 지주가 독립운동가들의 활동을 억제토록 하기도 하였다. 1919년 4월부터 12월까지 전국적으로 조직이 확대되었으며 만세 운동의 여파가 사라진 1919년 10월부터 서서히 자체해산에 들어갔다.

## 출범과 활동

### 결성

경성부 종로구 기념비각앞 만세를 외치고 있는 민중들

1919년 4월 6일 박중양 등 대구지역 관료, 지역 유지, 지식인 백여명이 대구부청 앞에서 조직하였다. 대구부청 앞에서 조직된 자제단 조직 성명서에서 박중양은 자제단 결성 취지에 대해 자제단은 '경거망동으로 인하여 국민의 품위를 손상케 하는 일이 없도록 상호 자제케 함'을 목적으로 한다면서, '소요(3·1 운동)를 진압하고 불령한 무리를 배제'하는 것임을 천명하였다.
1919년 4월 6일 결성된 대구자제단의 규약 제3조에는 만세에 부화 뇌동하지 말도록 부민(府民)을 굳게 타이르고, '만일, 불온한 행위를 감행하는 자를 발견하였을 때에는 당장 경무 관헌에 보고하여야 한다.'고 규정했다. 당일 박중양은 경성부로 올라가 자제단 경성지부를 조직하였다.
이후 3.1 만세 운동의 확산과 함께 전국적으로 조직이 확산되었다. 이 중 수원군과 연기군, 경주군, 대구부 등에서는 자제단의 부,군지부 외에 읍면지부 조직의 예하에도 동,리별 조직이 결성될만큼 활발하게 활동하였다.

### 전국 조직 확산

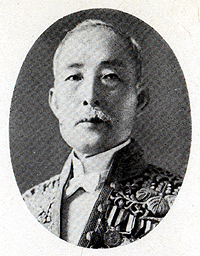
단장 박중양

박중양은 유언비어와 선동에 속지 말고, 무력 시위를 자제할 것이며 불온한 행위를 하는 사람을 발견하면 가족, 친척이라 하더라도 곧바로 경찰관헌에 보고해야 한다고 호소하였다. 이후, 당시 현직 경북도청 참여관이던 신석린이 주동이 되어 안동, 성주, 군위, 영일, 김천, 문경 등지에 자제단 지부가 조직되었다.
박중양 외에도 한익동, 신석린, 윤필오 등이 대표적인 인물이었다.
그밖의 주도적 인사들로는 김병태, 민영은, 박기순, 서병조, 신석린, 윤석필, 이승칠, 이종국, 장상철, 정재학, 정해붕이 꼽힌다. 바로 박중양은 자제단 단본부와 대구지부 창립에 이어 칠곡, 선산의 자제단 조직을 직접 주관하였다. 관변단체 대구교풍회의 회장 윤필오는 대구에서 자제단 발기인으로 참여한 데 이어 경주 자제단을 조직했다. 그는 경주에서 면장들을 모아 놓고 자제단 결성을 주도하는 등 세 확산에 앞장섰다.
1919년 4월 6일 발기인 80여 명으로 대구와 경성에서 처음 만들어진 자제단은 같은해 7월까지 충북·전북·울산·수원 등 전국으로 확대, 지부가 조직되었다. 대구 자제단의 규약을 보면, '본 단원은 부민 집집마다에 대해 경거망동에 노동치 말도록 굳게 타이르고, 만약 불온한 행위를 감히 하는 자를 발견했을 때는 당장 경무관헌에 보고해야 한다'고 정해 시위 이탈을 조장하고, 항일 운동과 유언비어, 감정적 시위의 확대를 막으려 했다.
4월 6일 대구부와 경성부를 시작으로, 경기도 양주군과 광주군지부가 개설되고, 4월 15일에는 청주, 4월 16일에는 안동군 등 경상북도 9개 군, 4월 18일에는 평안북도 정주군과 의주군, 4월 21일 경상북도 청도군, 4월 25일에는 황해남도 재령군, 4월 28일 울산군 등에 자제단이 조직되었다. 5월 14일 연백군, 5월 21일 전주군, 완주군, 진주군, 군산부 등 15개 군에 개설되었다.
1919년 5월에는 경상남도에도 부산, 밀양, 창원, 사천, 통영 등지에 자제단이 구성되었으며, 6월에는 충주, 천안, 아산, 제천, 연기군, 청주 등지에 자제단 지부가 결성되었다. 6월 2일 자제단 충청남도 연기군 남면지회, 6월 27일 옥천군 옥천면에서 정석용에 의해 옥천 자제단이 조직되었다. 이러한 자제단은 민간인에 의한 자치 조직으로 움직였다.
수원군에서는 자제단의 활동이 활발하게 되면서 7월 2일에는 수원군의 송산면, 서신면, 우정면 등 각 면 지회가 추가로 개설되었다. 이어 평택군에도 자제단 지부가 조직되었다. 한편 이완용, 송병준 등 일부 친일파 정치인도 참여 의사를 밝혔지만 박중양은 이들의 참여를 오히려 불에 기름을 끼얹는 꼴이며, 3.1 운동 진압에 도움이 안된다며 거절하였다.

### 활동
자제단은 3ㆍ1운동 참가자의 만류, 해산, 설득 및 귀가 등을 하였다. 그 밖에 만세 시위 참여자에 대한 검거, 첩보 및 대민 설득을 통해 민중을 만세운동에서 격리시키려는 것이 목적이었다. 이들은 시위대에 무력을 사용하지 않고 설득, 혹은 마이크와 녹음 방송 등을 통한 홍보 활동을 하여 시위대와 물리적인 충돌은 극히 드물었다.
일부 지주들도 자제단에 자발적으로 참여하였다. 지주들은 자신이 거느린 머슴이나 소작인들을 자제단 조직원으로 가입시킨 뒤 이들을 통해 만세시위 장소를 적발하거나 만류하게 했다. 자제단은 이들 지주들의 영향력을 이용하여 반일 시위를 막거나 해산을 권고하게 하였다.
자제단은 거의 예외 없이 단원에게 밀고의 의무를 부과하였다. 자제단원들은 전국 각지에서 해당 지역을 돌며 3·1 만세 운동을 자제할 것을 촉구하거나 일본 경찰 대신 만세 소요를 진압, 시위 참여자를 설득, 귀가시켰다. 설득을 거부하거나 귀가, 해산을 불응하는 지역, 주민, 단체에 대해서는 지부장과 본부에 연락하고, 각 예하 경찰서나 부청, 군청 등에 신고하게 했다.
이들 자제단은 1919년 12월까지 각지에서 3.1 운동 참가자들에게 무력 시위를 자제하고 집으로 돌아갈 것을 설득, 호소하고나 만세 운동을 해산하는 등의 활동을 하였다. 불응하는 자는 지부와 본부에 보고를 통해 총독부 경찰에 신고하였다.

## 부작용
자제단 설립이 저조했던 평양 지역에는 일부 관리들이 돌아다니며 조직을 독촉했다 한다. 박은식에 의하면 '평양에 있는 일본 관리들은 부락을 돌아다니면서 백성들을 위협하여 자위단 혹은 자제단이라는 것을 조직하게 했다.' 한다. 이어 박은식은 '일본 형사들이 매질을 가하여 강제로 입단시킨 후 단규를 어긴 자는 처벌한다고 하였다.'는 기록을 남겼다. 일부 지역 자제단은 성과올리기에 급급하여 오히려 민중의 반감을 사기도 했다.

## 결과
자제단은 친일 성향의 조선인들이 직접 결성하여 움직인 단체였다. 자제단과 박중양 등 자제단 간부들은 3.1 만세 운동을 진압하고 폭력사태로 확산을 막은 공로로 조선총독부로부터 훈3등 서보장을 각각 수여받았다. 이같은 공으로 그는 1945년 일본 천황이 선임하는 일본 귀족원 칙선의원에 올랐다.
이는 결과적으로 조선총독부에 협조한 셈이 되어 민중의 따가운 눈총을 받았다.

## 수상 경력
- 1920년 훈3등 서보장(박중양 외, 자제단 등)

## 기타
훗날 조세열 민족문제연구소 사무총장은 “자제단은 3·1운동을 조직적으로 와해시키려 한 가장 반민족적인 친일단체”라며 “자제단이 주로 지주와 고위 관료들로 구성된 것은 3·1운동의 반봉건·반외세적인 성격을 방증하는 것이기도 하다”고 비판했다.
지역에 따라서는 자성회(自省會)라고도 했으나, 자제단과 목적이 비슷하였다. 한편 만세 운동을 진압하기 위해 자제단을 조직한 박중양은 각처로부터 협박, 살해 통보를 받기도 했다.

## 같이 보기
| - 박중양 - 정석용 - 신석린 - 윤필오 - 3.1 만세 운동 - 자성회 - 서병조 - 3·1절 | - 자위단 - 을사 조약 |

## 참고 자료
- 강동진, 《일제의 한국침략정책사》(한길사, 1980)
- 역사학자 48인 공저, 《영남을 알면 한국사가 보인다》 (푸른역사, 2005) 360페이지
- 이윤갑, 〈대구지역의 한말 일제초기 사회변동과 3.1운동〉 계명사학회, 《계명사학 제17집:2006년호》 (계명사학회, 2006년) pp.217~258
- 박은식, 《한국독립운동지혈사》 (소명출판, 2008)
- 한국민족운동사학회, 《구한말의 민족운동》 (국학자료원, 2000)

## 참조
1. ↑  한국 민족운동사학회, 《구한말 의 민족 운동》 (국학자료원, 2000) 320페이지
2. 1 2 3 4  친일중의 친일 ‘3·1운동 자제단’은 누구? 한겨레신문 2010.03.01
3. ↑  자제단 이전에 1905년에 결성된 자위단을 말한다.
4. 1 2 3 4  박은식, 《한국독립운동지혈사》 (소명출판, 2008) 266페이지
5. ↑  '신문도시' 대구, 일제강점기에도 4,5개 매체 발행 보관됨 2016-03-05 - 웨이백 머신 대구매일신문 2011년 7월 11일자
6. ↑  자제단
7. ↑  박은식, 《한국독립운동지혈사》 (소명출판, 2008) 265페이지
8. ↑  역사학자 48인 공저, 《영남을 알면 한국사가 보인다》 (푸른역사, 2005) 360페이지
9. ↑  이이화, 《한국사 이야기 20:우리 힘으로 나라를 찾겠다》 (한길사, 2004) 310페이지